# Alma (Kansas)
Alma és una població dels Estats Units a l'estat de Kansas. Segons el cens del 2000 tenia 797 habitants.

## Demografia
Segons el cens del 2000, Alma tenia 797 habitants, 315 habitatges, i 208 famílies. La densitat de població era de 539,9 habitants per km².
Dels 315 habitatges en un 28,6% hi vivien nens de menys de 18 anys, en un 54,6% hi vivien parelles casades, en un 8,3% dones solteres, i en un 33,7% no eren unitats familiars. En el 31,7% dels habitatges hi vivien persones soles el 17,5% de les quals corresponia a persones de 65 anys o més que vivien soles. El nombre mitjà de persones vivint en cada habitatge era de 2,37 i el nombre mitjà de persones que vivien en cada família era de 2,94.
Per edats la població es repartia de la següent manera: un 24,3% tenia menys de 18 anys, un 6,6% entre 18 i 24, un 23,5% entre 25 i 44, un 22,1% de 45 a 60 i un 23,5% 65 anys o més.
L'edat mediana era de 42 anys. Per cada 100 dones de 18 o més anys hi havia 90,2 homes.
La renda mediana per habitatge era de 38.333 $ i la renda mediana per família de 46.339 $. Els homes tenien una renda mediana de 31.750 $ mentre que les dones 21.094 $. La renda per capita de la població era de 16.245 $. Entorn del 4,7% de les famílies i el 4,8% de la població estaven per davall del llindar de pobresa.

## Poblacions més properes
El següent diagrama mostra les poblacions més properes.